# Pavel Friedmann
Pavel Friedmann (7. januar 1921 – 29. september 1944) var en jødisk tjekkoslovakisk digter, der blev myrdet i Holocaust. Han blev posthumt berømt for sit digt "Sommerfuglen"

## Biografi
Friedmann blev født i Prag. Der vides meget lidt om hans tidlige liv. Da han var 21, fik den tyske besættelsesmagt ham transporteret fra Prag til koncentrationslejren Theresienstadt i militærgarnisonsbyen Terezín (tysk: Theresienstadt), i det der nu er den tjekkiske republik. Hans ankomst blev registreret 28. april 1942.
4. juni 1942 skrev han digtet "Sommerfuglen" på et tyndt stykke kopipapir. Efter befrielsen af Tjekkoslovakiet blev flere af hans digte fundet, og efterfølgende doneret til det statslige jødiske museum (nu Prags Jødiske Museum).
29. september 1944 blev han deporteret til Auschwitz koncentrationslejren, hvor han blev myrdet.

## Sommerfuglen
Teksten til Sommerfuglen blev opdaget i Theresienstadt efter koncentrationslejren blev befriet. Digtet har været medtaget i samlinger af børneliteratur fra Holocaust-perioden, mest kendt i antologien I Never Saw Another Butterfly, oprindeligt udgivet af Hana Volavková og Jiří Weil i 1959. Digtet inspirerede også Sommerfugleprojektet (Butterfly Project) fra Holocaust Museum Houston, en udstilling hvor 1,5 millioner papirsommerfugle blev skabt som et symbol på det antal børn der blev myrdet i Holocaust. Sommerfuglen har inspireret mange kunstværker der mindes børnene fra Holocaust, herunder en sangcyklus og et skuespil.
Sommerfuglen (dansk oversættelse)
Den sidste
den allersidste
så gul, så blændende gul
som en tåre fra solen
der falder på den hvide klippe
så lysende gul
den allersidste
Let fløj den op i luften
svævende på sine gule vinger
og kyssede verden farvel
Om nogle dage er det
min syvende uge i ghettoen
her fandt min familie mig
mælkebøttens blomster kalder på mig
og kastaniens hvide lys i gården
Men jeg har ikke set en eneste sommerfugl
den jeg så, var den sidste
- i ghettoen er der ingen sommerfugle
Pavel Friedmann (1921 - 1944)